# Кокере, Пьер Шарль
Пьер Шарль Кокере (фр. Pierre-Charles Coqueret; 12 декабря 1761, Париж — 3 января 1851, Saint-Florentin) — французский гравёр.

## Биография
Родился в 1761 году в Париже. Предпочитал работать в технике акватинта. Наибольшую известность снискал себе в годы Французской революции двумя большими сериями портретов. Первая из них (погрудные портреты в круглых «рамках», выгравированных вместе с ними) изображала популярных в то время французских политиков — депутатов Генеральных штатов. Вторая (парадные портреты в полный рост) — самых известных республиканских генералов.
Наряду с этими двумя сериями, из которых особенно вторая отличалась выразительностью и размахом, создавал также сатирические работы, городские виды и сценки и проч. На эпоху, в которую жил и творил Кокере, пришлось множество смен политической власти во Франции, так что ему довелось гравировать портреты Людовика XVI и Марии-Антуанетты, трёх консулов: Бонапарта, Камбасереса и Лебрена; Наполеона, ставшего к тому времени императором, и императрицы Марии-Луизы.
Скончался в Париже в 1851 году.

## Портреты республиканских генералов

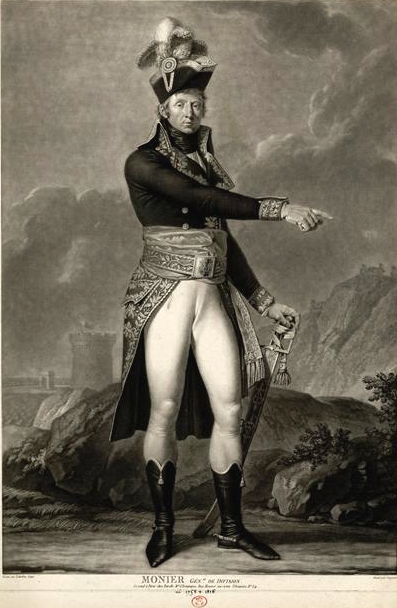
Жан Шарль Моннье
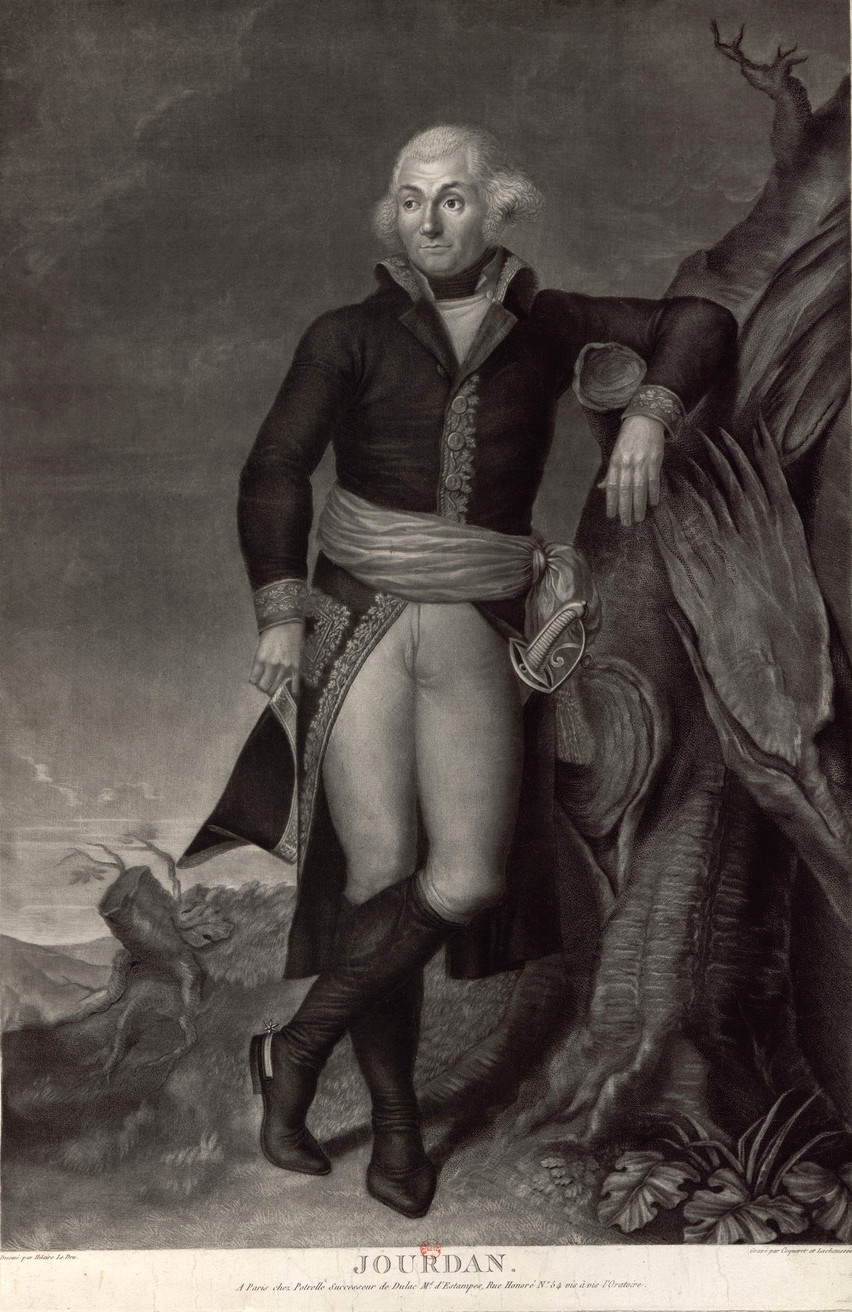
Жан-Батист Журдан
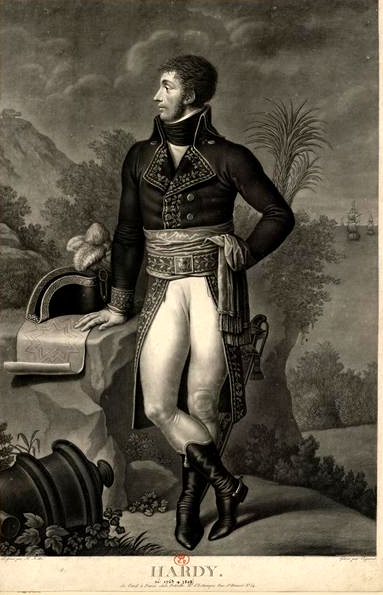
Жан Арди
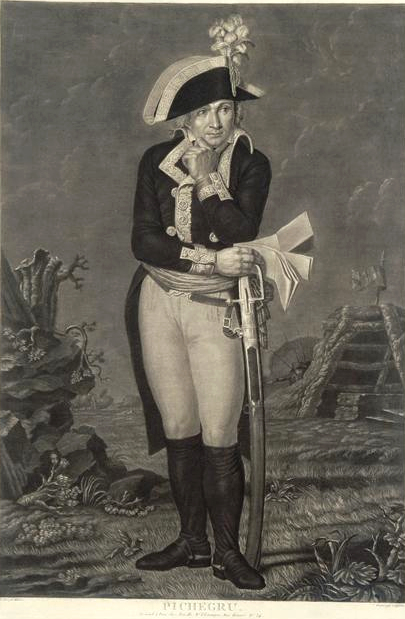
Шарль Пишегрю
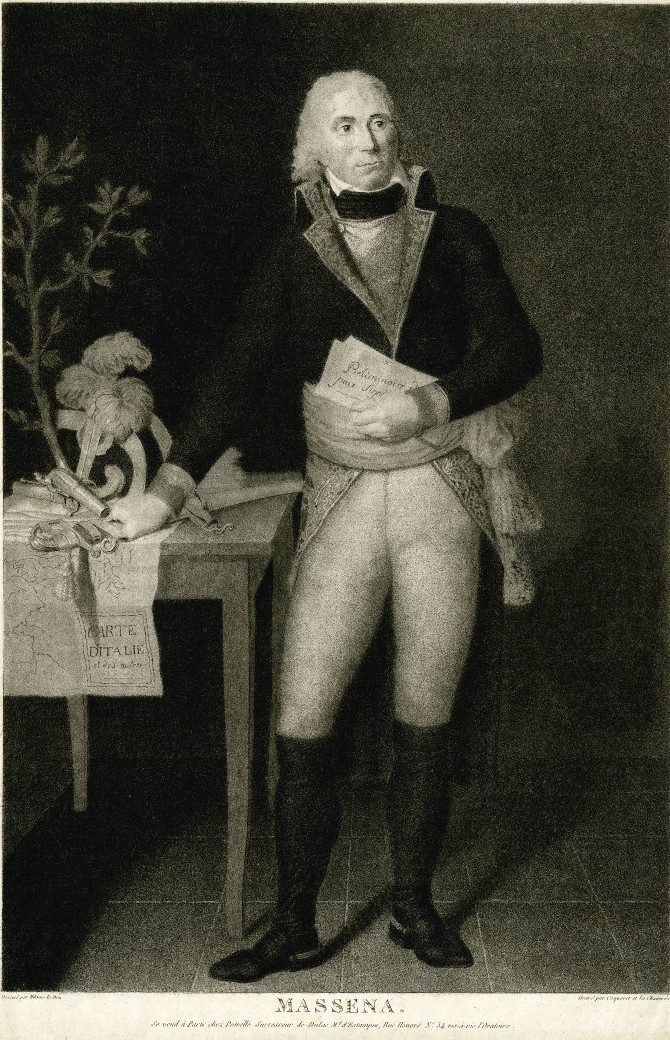
Андре Массена
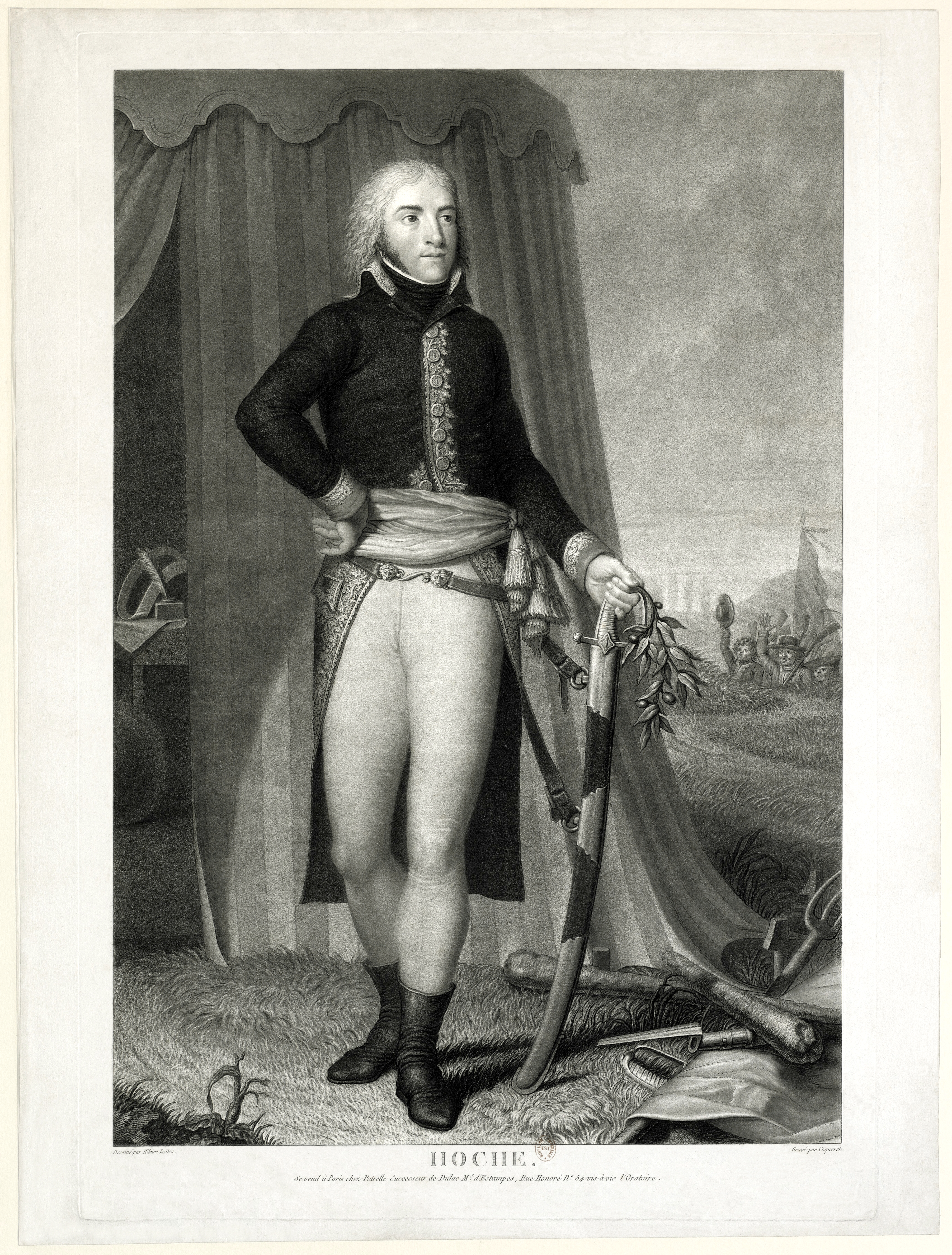
Лазар Гош

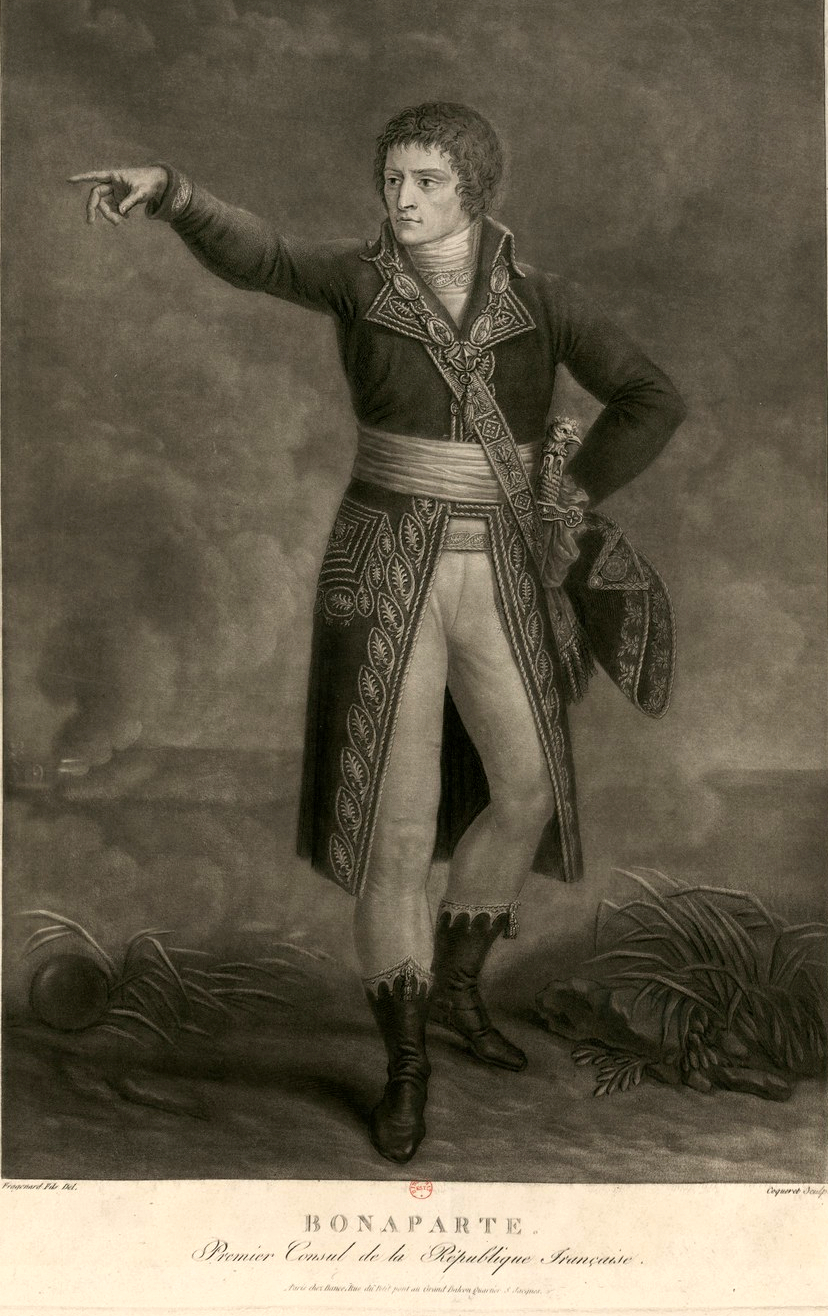
Наполеон Бонапарт
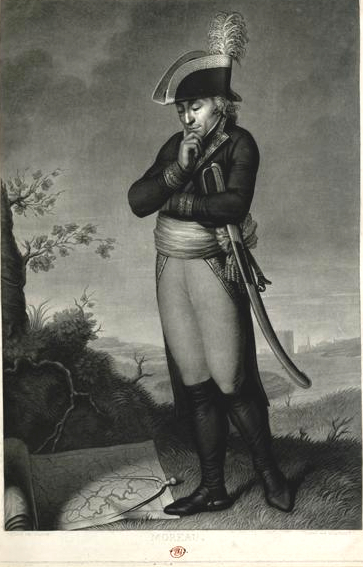
Жан Виктор Моро
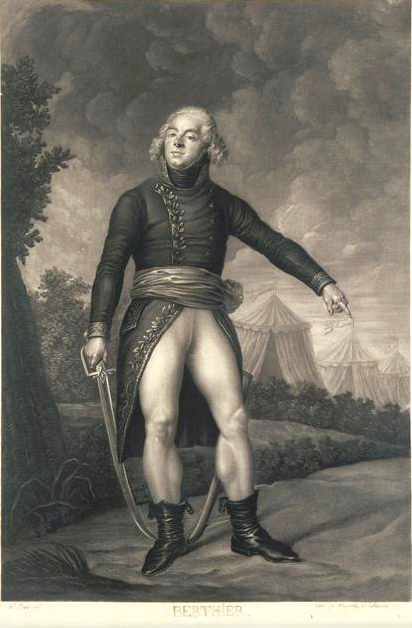
Луи Александр Бертье
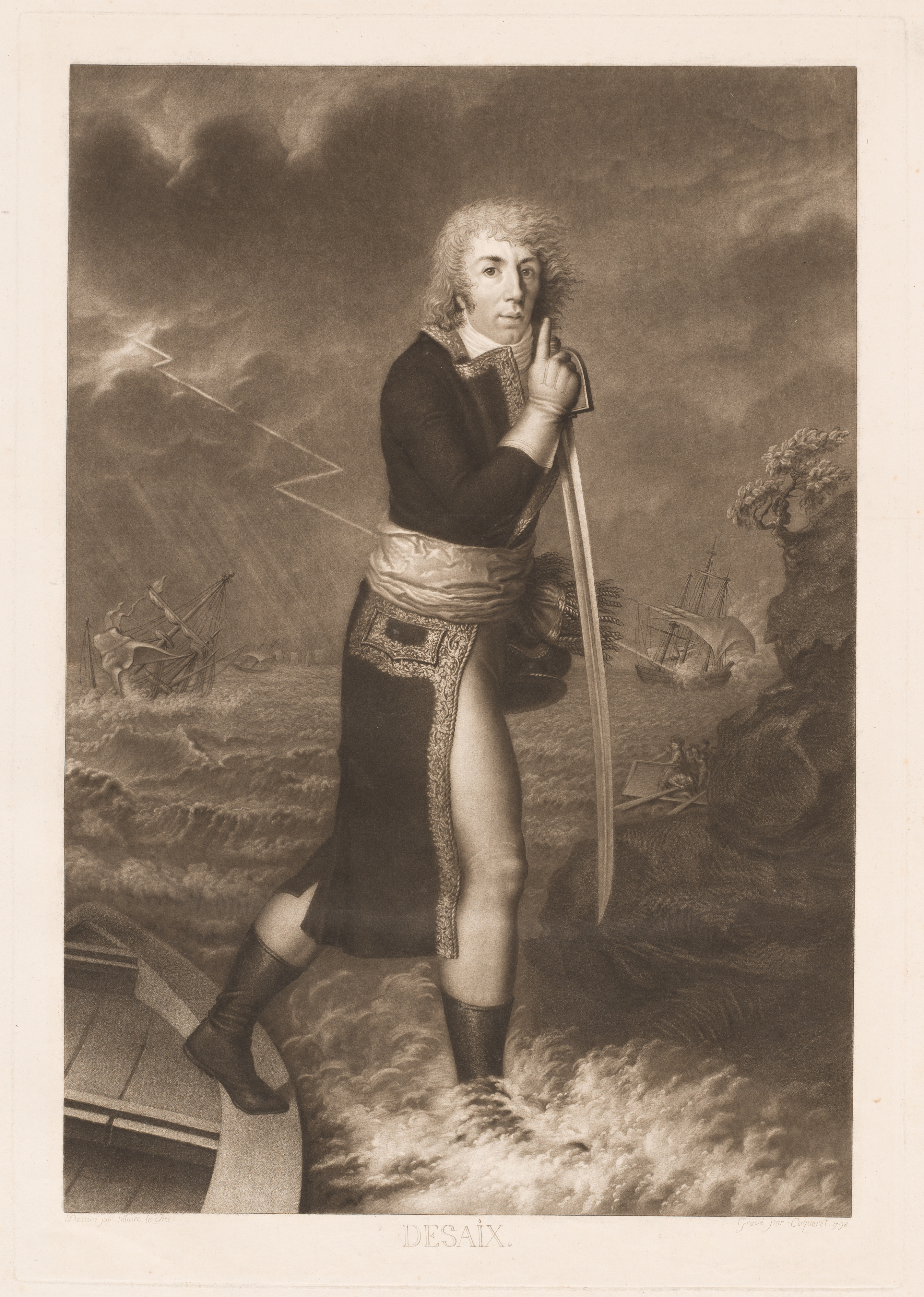
Луи Шарль Антуан Дезе
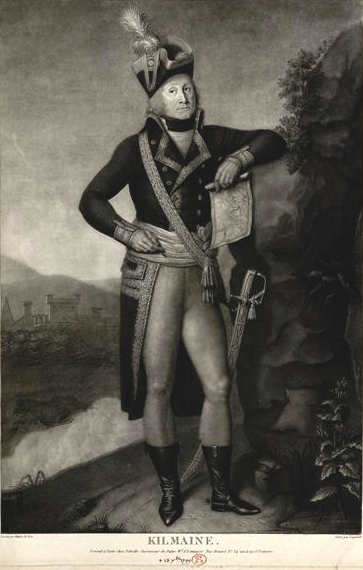
Шарль Кильмейн
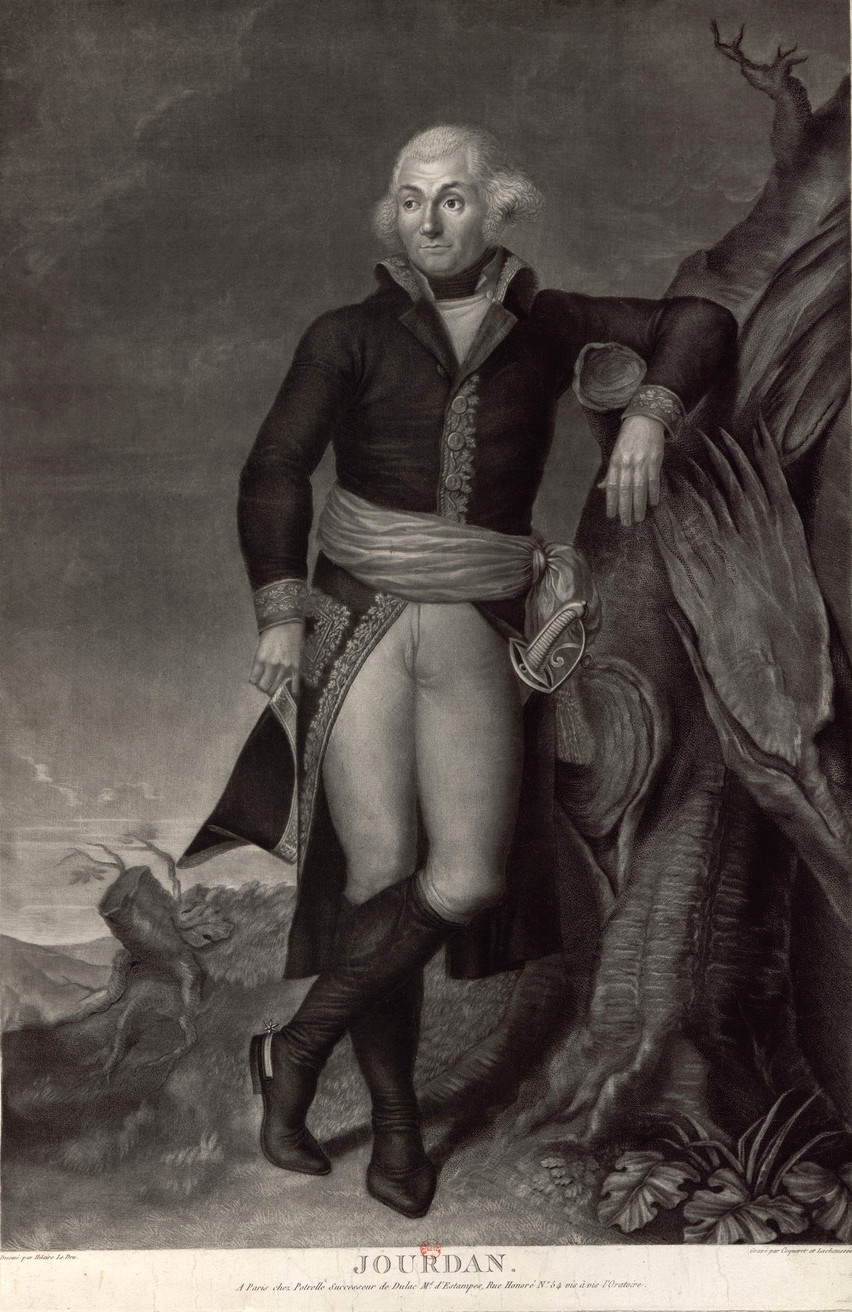
Жан-Батист Журдан